# Горњи Поличник
Горњи Поличник је насељено место у саставу општине Поличник у Задарској жупанији, Република Хрватска.

## Историја
До територијалне реорганизације у Хрватској налазило се у саставу старе општине Задар. Као самостално насеље постоји од пописа 2011. године.

## Становништво
На попису становништва 2011. године, Горњи Поличник је имао 140 становника.